# Hylodes phyllodes
Espèce
Statut de conservation UICN

 LC  : Préoccupation mineure
Hylodes phyllodes est une espèce d'amphibiens de la famille des Hylodidae.

## Répartition
Cette espèce est endémique de la Serra do Mar dans l'État de São Paulo au Brésil.

## Description
Les spécimens adultes mâles observés lors de la description originale mesurent entre 27,5 mm et 31,4 mm de longueur standard et les spécimens adultes femelles observés lors de la description originale mesurent entre 29,0 mm et 35,5 mm de longueur standard.

## Étymologie
Le nom spécifique charadranaetes vient du grec phyllo, la feuille, et de oides, identique, en référence à la difficulté de discerner la journée cette espèce parmi les feuilles.

## Publication originale
- Heyer & Cocroft 1986 : Descriptions of two new species of Hylodes from the Atlantic forests of Brazil (Amphibia: Leptodactylidae). Proceedings of the Biological Society of Washington, vol. 99, no 1, p. 100-109 (texte intégral).